# Гобер, Наполеон
Барон Наполеон Гобер (фр. Napoleon Gobert; 1807—1833, Каир) — французский меценат, учредитель премий Гобера.

## Биография
Единственный сын наполеоновского генерала, барона империи Жака Никола Гобера, погибшего в Испании.
В числе 12 детей маршалов и генералов империи был крещен вместе с сыном короля Голландии; крестным отцом был император Наполеон.
Воспитывался в Париже матерью. После окончания Школы Права совершил поездку в Испанию на могилу отца. Во время этого путешествия умерла мать, и барон стал единственным обладателем крупного состояния. 
В июле 1830 участвовал в уличных боях на стороне восставших. По примеру отца пытался сделать военную карьеру, но из-за неуравновешенного характера и склонности к ипохондрии бросил службу. По словам временного секретаря Академии надписей Лажара, «юный Гобер (...) не мог долго выдерживать монотонности мирной жизни, медленного продвижения по службе, и незначительности своего армейского чина».
Его самочувствие ухудшалось, жениться он не собирался, и уверял близких, что чувствует неизбежность скорой смерти. Родственники дали несколько советов относительно помещения капитала в ценные бумаги, и в результате, по завещанию, данному 2 мая 1833, он лишил их наследства.
Отправившись в поездку в Египет, барон искупался в Ниле, в результате чего подхватил лихорадку, от которой умер в конце 1833 года.

## Завещание
Своей последней волей барон Гобер оставил 200 тыс. франков на сооружение памятника своему отцу. Внушительный монумент со скульптурной группой из белого мрамора, на постаменте, украшенном барельефами, работы Давида д'Анже, до сих пор является одной из достопримечательностей кладбища Пер-Лашез.
Земли в Бретани Наполеон Гобер передал в собственность фермерам-арендаторам, которые их обрабатывали, поставив единственным условием, чтобы те научили своих детей читать и писать.
Часть своего состояния в виде ренты он завещал Французской Академии и Академии надписей, для учреждения двух премий:
1. Французской академии — «за самое выразительное произведение по истории Франции или такое, достоинства которого наиболее к этому приблизятся»
2. Академии надписей — «за наиболее глубокую работу по истории Франции и исследования, которые наиболее к этому приблизятся».

Денежный эквивалент каждой премии состоял из 10 тыс. франков, при этом обе премии делились на две степени: 9/10 суммы предназначалось для первых премий, и 1/10 для вторых.
Родственники безуспешно пытались опротестовать завещание, после чего средства поступили в распоряжение Института. Академия надписей хотела использовать причитавшуюся ей половину ренты на другие цели, но Государственный Совет настоял на строгом соблюдении воли барона. 
Премии были учреждены в 1834 году, вручение производится с 1840 года.